# Селвін Мейстер
Селвін Мейстер (англ. Selwyn Maister, 24 травня 1946) — новозеландський хокеїст на траві.
Олімпійський чемпіон 1976 року, учасник 1968, 1972 років.